# Atrichopogon flavicans
Atrichopogon flavicans är en tvåvingeart som beskrevs av Santos Abreu 1918. Atrichopogon flavicans ingår i släktet Atrichopogon och familjen svidknott.
Artens utbredningsområde är Kanarieöarna. Inga underarter finns listade i Catalogue of Life.